# Carl Davis
Carl Davis (New York, 28 ottobre 1936 – Oxford, 3 agosto 2023) è stato un compositore e direttore d'orchestra statunitense.
Fu direttore della London Philharmonic Orchestra e condusse regolarmente la Royal Liverpool Philharmonic Orchestra.

## Biografia
Compose musica per più di 100 programmi televisivi, ma divenne meglio conosciuto per la creazione di musica d'accompagnamento di film muti commissionati dalla Photoplay Productions di Kevin Brownlow e Patrick Stansbury, a partire dal documentario della Thames Television Hollywood: A Celebration of the American Silent Film (1980). Compose l'anno successivo la colonna dell'epico film muto di Abel Gance Napoleon (1927) che fu poi restaurato: la musica di Davis venne utilizzata nel corso delle sue proiezioni cinematografiche televisive. La stessa cosa avvenne per Intolerance (1916) di David Wark Griffith, che originariamente aveva una musica appositamente composta da Joseph Carl Breil, ma la nuova composizione di Davis venne presentata nel 1989. Nel marzo 2012, Davis diresse la Oakland East Bay Symphony eseguendo la sua musica per Napoleon nel restauro Brownlow definitivo in una presentazione che era parte del San Francisco Silent Film Festival al Paramount Theatre a Oakland.
La serie Hollywood: A Celebration of the American Silent Film (1980) fu seguita dai documentari Unknown Chaplin (1982), Buster Keaton: a Hard Act to Follow (1987) e Harold Lloyd: The Third Genius (1989). Negli anni 1980 e 1990, Davis scrisse le colonne sonore di numerose distribuzioni di Thames originariamente mute e di trasmissioni televisive. Nel 1993, la sua fama lo ha reso la scelta numero uno per la composizione di colonne sonore per film muti. Molte versioni distribuite su DVD  usano la musica di Davis, tra cui Ben-Hur (1925), Il Fantasma dell'Opera (1925), Preferisco l'Ascensore! (1923), Luci della Città di Charles Chaplin (1931) (ri-orchestrata da Davis sulla base della partitura originale scritta da Chaplin e di Padilla), la serie dei cortometraggi di Chaplin girati sotto la casa di produzione Mutual (1916-1917), 'La Grande Parata (1925) di King Vidor, Il Ladro di Bagdad (1924) e tanti altri. Davis creò un'intera ricomposizione per La Carne e il Diavolo (1927) di Clarence Brown. In molte di queste registrazioni, fu il direttore d'orchestra e compositore. In diverse occasioni diresse queste musiche dal vivo nei cinema, fra cui durante le edizioni del festival Le Giornate del Cinema Muto a Pordenone così come nelle sale dove i film vennero proiettati.
Davis assistette all'orchestrazione delle opere sinfoniche di Paul McCartney.
Compose molte colonne sonore, tra cui quella per il film La donna del tenente francese, per la quale ebbe nel 1981 il premio BAFTA alla migliore colonna sonora.
Carl Davis è morto nell'estate del 2023 per emorragia cerebrale.

## Filmografia parziale

### Musiche

#### Televisione
- Il mercante di Venezia (The Merchant of Venice), regia di John Sichel – film TV (1973)
- Le sconfitte di un vincitore: Winston Churchill 1928-1939 (Winston Churchill: The Wilderness Years) – miniserie TV, 8 puntate (1981)
- Orgoglio e pregiudizio (Pride and Prejudice) – miniserie TV (1995)